# Christian-III.-Bibel

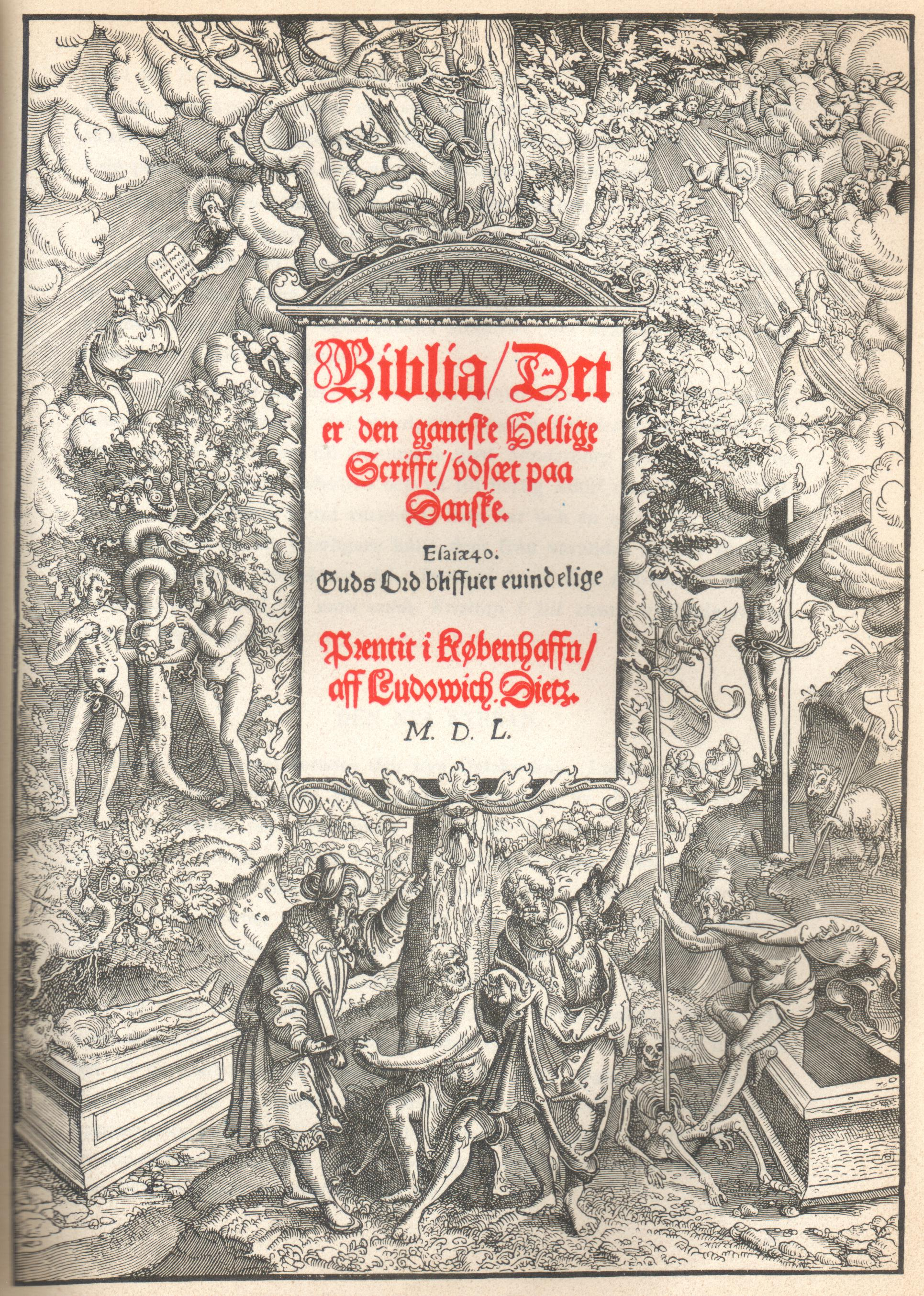
Titelblatt der Christian-III.-Bibel mit einem Holzschnitt von Erhard Altdorfer, dargestellt links Ereignisse des Alten, rechts des Neuen Testaments.

Die Christian-III.-Bibel (dänisch: Christian 3.s Bibel) ist die erste vollständige Bibelübersetzung ins Dänische und wurde 1550 gedruckt. Sie gilt als größte dänische literarische Leistung des 16. Jahrhunderts und trug zur Entstehung der dänischen Standardsprache bei.

## Vorgeschichte
Der dänische König Christian II. hatte 1523, kurz nach seiner Absetzung, Martin Luther in Wittenberg besucht und hatte dort 1524 eine dänische Übersetzung des Neuen Testaments drucken lassen. Hierbei handelte es sich um die erste gedruckte Bibel-Teilausgabe in dänischer Sprache; die eng an die Vulgata angelehnte Übersetzung galt jedoch in der Bevölkerung als schwer verständlich. Daher verfasste der dänische Humanist Christiern Pedersen 1529 eine besser verständliche dänische Neuübersetzung des Neuen Testaments. Darin reformierte er auch die dänische Orthographie, indem er anstelle des th-Anlauts bei Artikeln und Adverbien (z. B. then, tha, ther)  die d-Schreibweise einführte (also z. B. den, da, der).
1536 setzte König Christian III. die Reformation in Dänemark und Norwegen durch. Die Schaffung einer vollständigen dänischen Bibelübersetzung war ihm eines der wichtigsten Anliegen für die neue lutherische Staatskirche. Der deutsche Reformator Johannes Bugenhagen verfasste 1537/1539 die dänische Kirchenordnung, die auch eine Liste der Bücher beinhaltete, die alle Pfarrer besitzen sollten (Abschnitt 6.1): „Sie sollen an erster Stelle die heilige Bibel besitzen, die eine Quelle aller rechtschaffenen Gottesfurcht ist.“ Die hierzu erforderliche vollständige Bibelübersetzung musste jedoch erst noch geschaffen werden, und so setzte Christian III. eine Kommission von Theologen und Gelehrten ein, darunter Christiern Pedersen, welche die Arbeit bis 1550 zum Abschluss brachten. Weitere Mitglieder der Kommission waren Peder Palladius und Niels Hemmingsen, sowie u. a. Peder Tidemand.

## Buchausgabe und Textgestalt

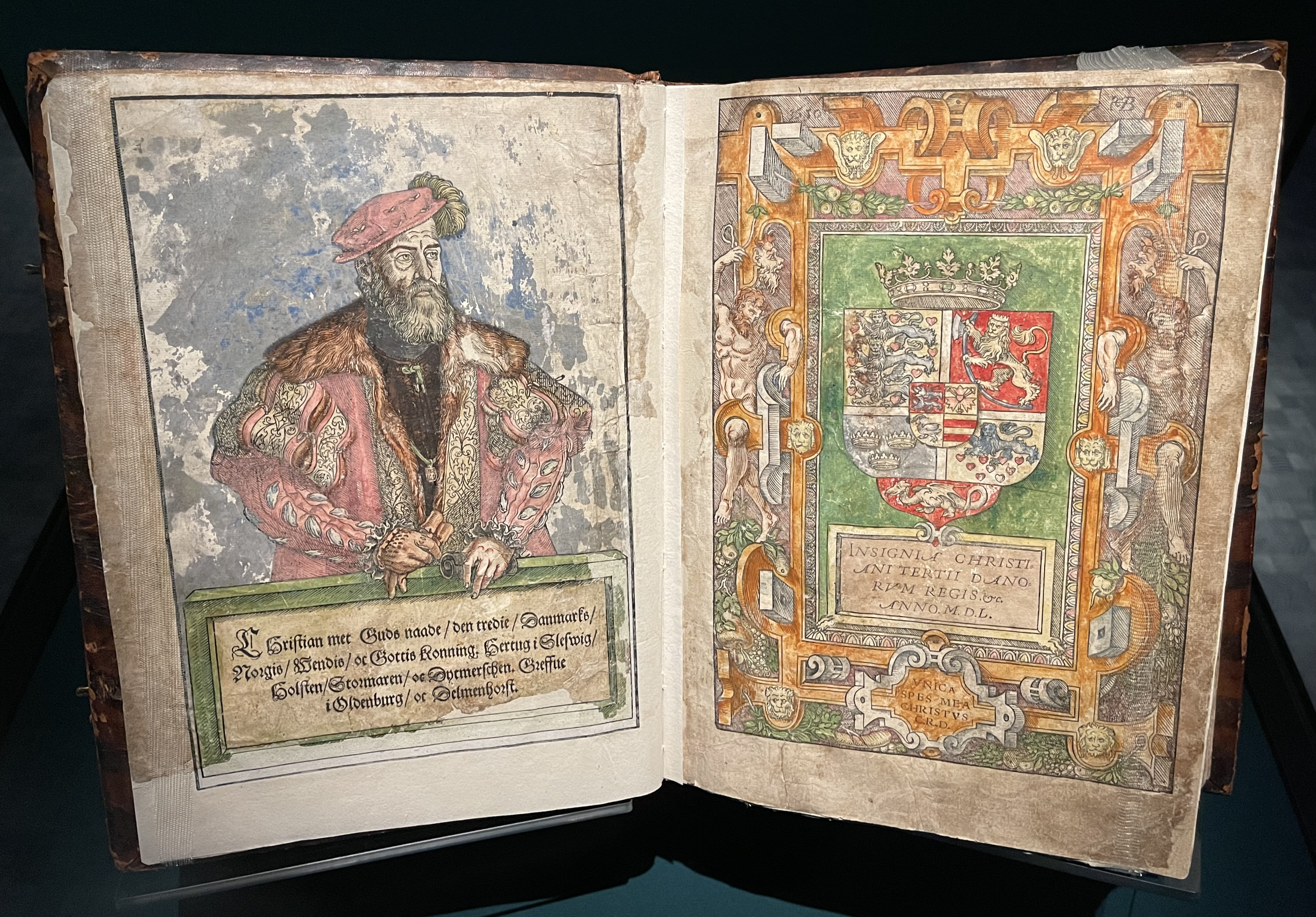
Die handkolorierten Holzschnitte Jakob Bincks mit dem Porträt und Wappen Christians III.

Die Christian-III.-Bibel sollte als prächtige Folioausgabe erscheinen, und da es in Dänemark keinen Buchdrucker für diese anspruchsvolle Aufgabe gab, berief Christian III. Ludwig Dietz aus Lübeck, der bereits 1533/1534 die Lübecker Bibel gedruckt hatte. Auch die Illustrationen der Lübecker Bibel, insgesamt 87 Holzschnitte von Erhard Altdorfer, wurden in die Christian-III.-Bibel übernommen. Zu Beginn kamen zwei Holzschnitte von Jakob Binck hinzu, ein Porträt Christians III. und eine Abbildung seines Wappens.
Die Christian-III.-Bibel besteht aus fünf großen Teilen, deren römisch nummerierte Seitenzählung jeweils wieder bei 1 beginnt: die Fünf Bücher Mose (89 Seiten), die weiteren Geschichts- und Lehrbücher (177 Seiten), die Propheten (98 Seiten), die Apokryphen (62 Seiten) und das Neue Testament (118 Seiten). Vorangestellt ist ein Brief des Königs, in dem er sich als Urheber des Bibelprojektes nennt und Nachdrucke ohne königliche Bewilligung verbietet. Eine anonyme, vierseitige Vorrede schließt sich an, die Peder Palladius zugeschrieben wird und die Bedeutung der Bibel in der lutherischen Kirche betont, ihre Auslegung aber Fachleuten vorbehalten wissen will.
Die Christian-III.-Bibel folgt sprachlich der Lutherbibel von 1545 sehr genau, formuliert aber gleichzeitig ein gutes Dänisch mit nur wenigen Germanismen. Dazu gehören etwa „Agermand“ nach deutsch „Ackermann“ anstelle von dänisch „bonde“ (Bauer) und „det begaff sig“ nach deutsch „es begab sich“ anstelle von dänisch „det skete“ (es geschah). Das Dänisch der Bibel ist an der damaligen gewöhnlichen Schriftsprache orientiert und damit nicht weit von der gesprochenen Sprache entfernt, ohne eine besondere Feierlichkeit oder altertümelnde Sprach-Patina anzustreben – ganz im Sinne von Luthers Bemühung um eine volksnahe Ausdrucksweise. Auch typographisch, d. h. in der Interpunktion und bei der Großschreibung von „Herr“, folgt die Christian-III.-Ausgabe der Lutherbibel. Trotz der engen Anlehnung an Luther wird dieser im Buch nicht namentlich genannt. Eine Verszählung ist noch nicht vorhanden, diese findet sich erst in der Christian-IV.-Bibel von 1607.

## Verbreitung und Rezeption

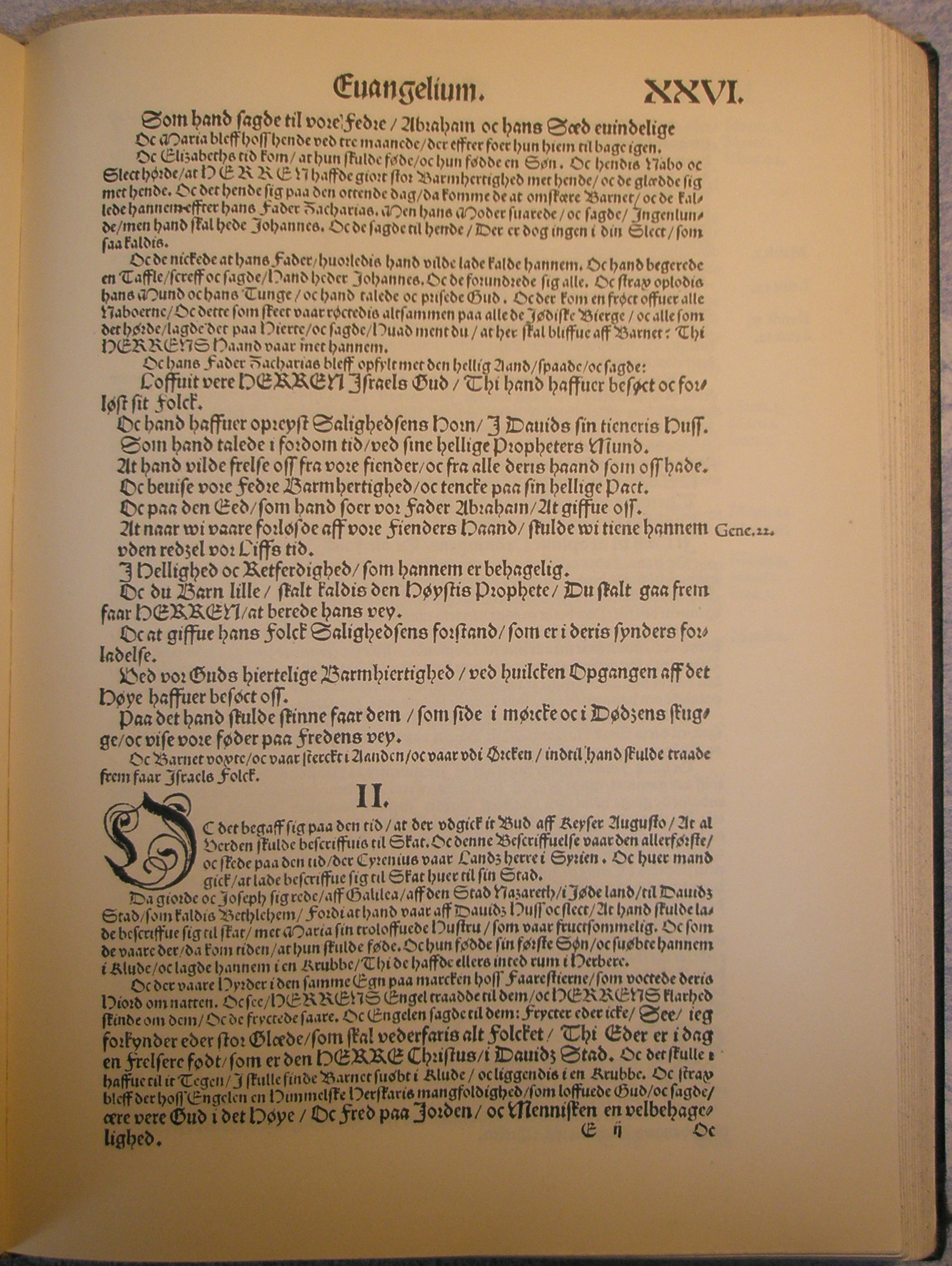
Das Weihnachtsevangelium (Lukas 2) in der Christian-III.-Bibel (unten)

Die Christian-III.-Bibel erschien 1550 in einer Auflage von 3000 Exemplaren, was für die damalige Zeit ungewöhnlich viel war. Etwa 2000 Exemplare sollten Altarbibeln für die Kirchen in Dänemark und Norwegen sein, die auch die Pflicht hatten, ein Exemplar zu kaufen, die restlichen Exemplare wurden über den Buchhandel abgesetzt. Der Preis betrug 5 Rigsdaler, was ungefähr dem Preis einer guten Kuh entsprach. Der Verkauf brachte dem König einen Gewinn von etwa 10.000 Rigsdalern ein.
Dass die kostbare Bibelausgabe sich auch unerwünschter Beliebtheit erfreute und aus Kirchen entwendet wurde, geht aus einem königlichen Erlass von 1569 hervor. Darin heißt es, dass in den Kirchen, wo die Bibel weggekommen war, ein neues Exemplar angeschafft und mit Eisenketten am Küsterstuhl in der Kirche festgekettet werden sollte. Die Bibel durfte weder ausgeliehen, herausgebracht noch anderweitig entfernt werden, und falls ein Pfarrer dem zuwiderhandelte, wurde ihm der Verlust seines Amtes angedroht.
Die Christian-III.-Bibel blieb in Dänemark und Norwegen lange Zeit maßgeblich. 1589 erschien eine revidierte Neuauflage als „Friedrich-II.-Bibel“. Unter Christian IV. kam zwar 1607 eine neue dänische Bibelübersetzung zum kirchlichen Gebrauch heraus, die erstmals auf dem hebräischen und griechischen Urtext beruhte. Diese konnte aber die Christian-III.-Bibel mit ihrer eingängigen Sprache nicht verdrängen, so dass diese 1633 noch einmal revidiert und neu aufgelegt wurde. Schließlich wurden Fassungen der Christian-III.-Bibel zwischen 1690 und 1802 mehrfach als sogenannte Haus- und Reisebibeln nachgedruckt.
Im Zuge des Reformationsjubiläums 2017 entstand der Plan, die Christian-III.-Bibel digital zugänglich zu machen. Unter Leitung der Dänischen Sprach- und Literaturgesellschaft (dänisch: Det Danske Sprog- og Litteraturselskab) geschah dies bis 2020 (siehe unten unter Weblinks). Hierzu wurde jede Druckseite der Bibel fotografiert und mit einer in China eingetippten Abschrift verknüpft. Dieser Text wurde teils an der Universität Trier und teils von der Dänischen Sprach- und Literaturgesellschaft zur Veröffentlichung bearbeitet.